# Неб'юла
Премія «Не́б'юла» (англ. Nebula Award) — щорічна літературна премія у галузі фантастичної літератури, яку присуджує Американське товариство письменників-фантастів (англ. Science Fiction and Fantasy Writers of America (SFWA)).

## Історія
Ідею нагороди запропонував Ллойд Біггл-молодший у 1965 році. Джуді Бліш розробив дизайн нагороди: прямокутний блок прозорого пластику, усередині якого знаходиться кристал кварцу і срібляста спіральна туманність, звідки і походить назва премії — «зоряна туманність».

## Категорії премії
- Роман: 40 000 чи більше слів
- Повість: від 17 500 до 40 000 слів
- Коротка повість: від 7 500 до 17 500 слів
- Оповідання: до 7 500 слів
- Сценарій: для сценаріїв кіно або серіалів (вручався в періоди 1974—1978 і 2000—2009 роки).
- Ігри: сценарій відео або настільної гри (вручається з 2018 по теперішній час).
- Премія Рея Бредбері: за найкращу драматичну виставу (присуджується з 1992, офіційно частина «Неб'юли» з 2020 року).
- Премія імені Андре Нортон: за найкращий фантастичний літературний твір для підлітків (присуджується з 2006, офіційно частина «Неб'юли» з 2020 року).

Крім того, з 1999 надавалася нагорода за найкращий драматичний сценарій, але члени SFWA розділилися в думці про доречність номінації, і категорія, можливо, не буде продовжуватися в майбутньому.

## Списки переможців премії
- Премія «Неб'юла» за найкращий роман
- Премія «Неб'юла» за найкращу повість
- Премія «Неб'юла» за найкращу коротку повість
- Премія «Неб'юла» за найкраще оповідання
- Премія «Неб'юла» за найкращий сценарій

На відміну від нагороди «Г'юґо», нагороди «Неб'юла» нумерується за роком виходу твору. У голосуванні беруть участь тільки члени SFWA, а не всі охочі, як у випадку з «Г'юґо».
У номінаційні списки потрапляють твору запропоновані не менш ніж десятьма членами SFWA. Крім того, у рамках заходу, іноді присуджуються: «Grand Master Award» — Меморіальна премія «Гросмейстер фантастики» імені Деймона Найта («за особливі довічні заслуги в області наукової фантастики»), «Bradbury Award» — Нагорода Рея Бредбері (особлива нагорода за кіносценарії) і «Author Emeritus» — нагорода авторам, що вже пережили пік слави.

## Торгова марка
Нагорода «Неб'юла» є зареєстрованою торговою маркою організації письменників-фантастів США.